# Cape Breton
Cape Breton (fransk: Île de Cap-Breton; skotsk gaelic: Eilean Cheap Breatuinn; Mi'kmaq: U'namakika) er en canadisk ø på 10.311 km² og er dermed nummer 75 på listen over verdens største øer. Cape Breton er en del af provinsen Nova Scotia på Canadas østkyst. Sydney er øens største by. Cape Bretons økonomi har traditionelt baseret sig på udvinding af kul, fremstilling af stål samt lidt fiskeri og skovbrug.
De første beboere på Cape Breton var Mi'kmaq-indianere. Giovanni Caboto var måske den første europæiske opdagelsesrejsende, der besøgte Cape Breton, men det er historikere ikke enige om. Frankrig koloniserede Cape Breton, som blev en del af Frankrigs kolonirige. Øen fik tidligt i 1600-tallet navnet Acadie. I 1700-tallet byggede Frankrig ved Louisbourg et stort forsvarsværk, der blev anset for at være den stærkeste fæstning på den vestlige halvkugle. Efter flere krige mod Storbritannien tabte Frankrig Île Royale, som Cape Breton hed på den tid. Fra 1763 blev Cape Breton en del af det britiske imperium. I 1800-tallet kom mange immigranter fra Skotland, og skotsk kultur dominerer fortsat øen.
46°17′42″N 60°40′12″V / 46.295°N 60.67°V